# Suncus madagascariensis
Suncus madagascariensis és una espècie de mamífer de la família de les musaranyes (Soricidae). Viu a les Comores i Madagascar.